# Jemma Redgrave
Jemma Redgrave, all'anagrafe Jemima Rebecca Redgrave (Londra, 14 gennaio 1965), è un'attrice britannica.

## Biografia
Figlia d'arte, è figlia di Deirdre Hamilton-Hill e dell'attore inglese Corin Redgrave, fratello di Vanessa Redgrave, ed è quindi cugina di Natasha Richardson e Joely Richardson. Sposata con Tim Owen, ha due figli, Gabriele e Alfie. È conosciuta soprattutto per le sue apparizioni televisive nelle fiction inglesi come dottoressa Eleanor Bramwell in Bramwell, o Eleanor in The Buddha of Suburbia. Dal 2012 prende parte alla serie televisiva di fantascienza Doctor Who, in cui interpreta il personaggio ricorrente di Kate Stewart.

## Filmografia parziale

### Cinema
- La casa al nº 13 in Horror Street (Dream Demon), regia di Harley Cokliss (1988)
- Casa Howard (Howards End), regia di James Ivory (1992)
- La chance, regia di Aldo Lado (1994)
- The Acid House, regia di Paul McGuigan (1998)
- Lassie, regia di Charles Sturridge (2005)
- Amore e inganni (Love & Friendship), regia di Whit Stillman (2016)
- Rosso, bianco & sangue blu, regia di Matthew Lopez (2023) - voce
- The Beekeeper, regia di David Ayer (2024)

### Televisione
- Il brivido dell'imprevisto (Tales of the Unexpected) - serie TV, episodio 9x09 (1988)
- La vera storia di Lady D - film TV (1993)
- The Buddha of Suburbia - miniserie TV, 1 puntata (1993)
- Bramwell - serie TV, 27 episodi (1995-1998)
- Fish - serie TV, 6 episodi (2000)
- My Family - serie TV, episodio 3x02 (2002)
- The Inspector Lynley Mysteries - serie TV, episodio 3x04 (2004)
- Lewis - serie TV (2006)
- Miss Marple (Agatha Christie's Marple) – serie TV, episodio 4x02 (2008)
- Law & Order: UK - serie TV, episodio 4×03 (2010)
- Doctor Who - serie TV, 13 episodi (2012-in corso)
- Dracula - serie TV, episodio 1x02-1x09-1x10 (2013-2014)
- Holby City - serie TV, 63 episodi (2016-2018)
- Grantchester - serie TV, 8 episodi (2019-2022)

## Doppiatrici italiane
Nelle versioni in italiano delle opere in cui ha recitato, Jenna Redgrave è stata doppiata da:
- Antonella Giannini in Dracula, Amore e inganni
- Laura Boccanera in Law & Order: UK, Doctor Who (stagione 7)
- Cristina Boraschi in Doctor Who (stagioni 8+)
- Francesca Guadagno in Casa Howard
- Isabella Guida in Miss Marple
- Angiola Baggi in The Beekeeper